# Deadline Hollywood
Deadline Hollywood (hoặc Deadline.com) là một trang tạp chí trực tuyến được lập ra bởi Nikki Finke. Trang mạng thuộc quyền sở hữ của liên đoàn Penske Media Corporation của doanh nhân Jay Penske.

## Xuất bản
Trang mạng được cập nhật vài lần mỗi ngày, tập trung vào ngành công nghiệp thông tin giải trí.

## Lịch sử
Finke bắt đầu viết cho mục Deadline Hollywood của tờ LA Weekly vào tháng 6 năm 2002, và bắt đầu thực hiện blog Deadline Hollywood Daily (DHD) vào tháng 3 năm 2006, đây là một định dạng trực tuyến của mục báo giấy trước đó. Năm 2009, cô bán DHD cho Mail.com Media, với điều kiện cô sẽ thuê thêm một cây viết nữa, tuy vậy cô vẫn là người chỉnh sửa chính của trang mạng. Tháng 9, 2009, tên trang web được đổi thành Deadline.com. Tháng 11, 2013, Finke rời bỏ Deadline sau một thời gian dài mâu thuẫn với Penske, người đã mua lại Variety, một tạp chí và trang web cạnh tranh.